# Al "TNT" Braggs
Pour les articles homonymes, voir Braggs (homonymie).
Al "TNT" Braggs (de son vrai nom Alfred Daniel Braggs), est un chanteur américain de rhythm and blues né en 1938 et décédé en 2003.

## Carrière
Entre 1953 et 1958, Al Braggs est membre de groupes vocaux,  The Five Notes ou The Five Stars.
À partir de 1958, il entame une carrière solo et enregistre pour Peacock Records. Il fait également les premières parties des tournées de Bobby Bland.
Son titre le plus connu est "Share Your Love With Me" (1963), enregistré par, entre autres, Kenny Rogers et Aretha Franklin.

## Discographie

### Singles
- Chase 'Em Tom Cat, 1958
- A Little Bit Closer, 1958
- Take A Look At Me (coécrit avec Don Malone), 1963
- Drip Drip Goes The Tears (coécrit avec Don Malone), 1963
- I Just Can't Get Over You (coécrit avec Don Malone et Valentine), 1964
- Hootenanny Hoot! (coécrit avec Don Malone), 1964
- That's All A Part Of Loving You!, 1967
- Earthquake (coécrit avec Don Malone et J. Scott), 1968
- How Long (Do You Hold On) (coécrit avec Don Malone), 1968